# Bohrspülwerk
Als Bohrspülwerk bezeichnet man im Salzbergbau einen bergmännisch erstellten untertägigen Hohlraum, der als Abbaukammer der Gewinnung von Salz dient. Das Salz wird im Bohrspülwerk, unter Zuhilfenahme von Süßwasser, mittels Auslaugen aus dem salzhaltigen Gestein herausgelöst und zur Weiterverarbeitung nach über Tage abgepumpt. Die Betriebsdauer eines Bohrspülwerks liegt bei rund 30 Jahren. Aus einem Bohrspülwerk können im Laufe der Betriebsdauer im Durchschnitt 1,1 Millionen Kubikmeter Sole gewonnen werden, woraus 350.000 Tonnen Siedesalz erzeugt werden.

## Grundlagen
Beim Abbau von Salz kann der Bergmann zwei verschiedenartige Abbauverfahren anwenden, den Trockenabbau und den Nassabbau. Beim Trockenabbau wird als Abbauverfahren überwiegend der Kammerbau angewendet. Beim Nassabbau wird das Salz durch Wasserspülung aus dem Gestein herausgelöst und die entstandene Sole wird mit Pumpen zur weiteren Aufbereitung abgepumpt. Hierbei unterscheidet man zwei Methoden, den Abbau mittels Normalwerk und den Abbau mittels Bohrspülwerk. Der Abbau wird nur vorgerichtet, wenn der Natriumclorid-Gehalt im Durchschnitt 30 Massenprozent beträgt. Der Abbau mittels Bohrspülwerk, auch als Bohrlochsondenmethode bezeichnet, wird seit Mitte der 1960er Jahre im Salzbergbau angewendet. Er wird in Lagerstätten mit einer horizontalen Größe von mindestens 120 mal 160 Metern und einer vertikalen Abmessung von mindestens 125 Metern angewendet.

## Vorrichtung
Um das Salz mittels Nassabbau aus dem Gestein herauslösen zu können, muss erst einmal ein Hohlraum erschlossen werden. Hierfür wird zunächst aus dem Grubengebäude eine Zugangsstrecke entweder konventionell oder mittels Teilschnittmaschine aufgefahren. Außerdem muss am Ende der Strecke eine Bohrkammer erstellt werden. Von dort aus wird ein Bohrloch mit einer Teufe von 125 Metern unter das Sohlenniveau in die Lagerstätte gebohrt. Das Bohrloch wird mit einer Lufthebebohranlage erstellt und hat einen Durchmesser von 670 Millimetern. Das anfallende Bohrklein wird in geeigneten Kavernen im Bergwerk verkippt. Nach Erreichen der Endteufe wird am Fußpunkt des Bohrlochs ein Initialhohlraum mit einem Volumen von etwa 3500 bis 5000 Kubikmetern erstellt. Dazu wird der Bereich im Fußpunkt mittels Süßwasser ausgespült. Das Wasser wird, nachdem es mit Salz gesättigt ist, mittels einer eingehängten Pumpe abgepumpt. Die Solrückstände, die im Wesentlichen aus Ton und Anhydrit bestehen, werden zusammen mit der Sole abgepumpt. Dieser Vorgang muss mehrfach wiederholt werden. Dabei muss die Deckenfläche des Hohlraumes, die von den Bergleuten als Himmelsfläche bezeichnet wird, etwa eine Fläche von 3000 Quadratmetern erreichen. Im Idealfall wird so ein zylinderförmiger Hohlraum mit senkrechten Wänden erstellt. Die Erstellung des Initialhohlraumes dauert bis zu drei Monate. Mit dem erzeugten Initialhohlraum wird zum einen eine genügend große Angriffsfläche für die späteren Salzgewinnung geschaffen und zum anderen können in dem Hohlraum die zurückbleibenden Berge abgelagert werden. Als letzten Schritt wird das Bohrloch zu einem Gesenk mit einem Durchmesser von etwa drei Metern abgeteuft. Das Abteufen erfolgt mittels Bohr- und Schießarbeit, das anfallende Haufwerk lässt man in den Initialhohlraum fallen. Nachdem das Bohrloch komplett aufgeweitet wurde, wird noch das Spülgestänge installiert. Außerdem werden noch Fahrten in das Gesenk eingebracht.

## Gewinnung
Nachdem sämtliche Vorrichtungsarbeiten abgeschlossen sind, wird mit der Soleherstellung begonnen. Dieser Vorgang wird als Hauptsolung bezeichnet. Es wird nun stets eine bestimmte Menge an Süßwasser in den Hohlraum eingeleitet. Das Wasser löst die wasserlöslichen Bestandteile aus dem Gebirgsverband an allen Seiten heraus, bis es einen Salzgehalt von circa 26,5 Prozent hat. Anschließend wird die gesättigte Sole abgepumpt und erneut eine entsprechende Menge an Süßwasser eingeleitet. Das Einleiten des Süßwassers erfolgt mittig auf den Solespiegel, so dass keine großen Turbulenzen entstehen. Dadurch kommt es zu keiner Vermischung von Süßwasser und restlicher Sole. Da das Süßwasser leichter ist als die Sole, breitet es sich oben auf der Sole aus und kann weiter Salze aus dem Gebirge herauslösen. Die unlöslichen Bestandteile des Gebirges sinken nach unten und setzen sich auf der Kavernensohle ab. Um den Füllstand im Bohrspülwerk überwachen zu können, werden Ultraschallfüllstandsmessgeräte eingesetzt, die mit einem Prozessrechner verbunden sind, der den gesamten Vorgang regelt. Das Bohrspülwerk arbeitet sich so kontinuierlich von unten nach oben. Pro Tag wird etwa ein Zentimeter an Material aus Gebirgsverbund herausgelöst. Dadurch wird der erzeugte Hohlraum im Laufe der Zeit immer größer. Sobald der ausgelaugte Hohlraum eine Höhe von 100 Metern, gemessen vom tiefsten Punkt, erreicht hat, endet der Betrieb des Bohrspülwerks.